# Maledizione di Tutankhamon

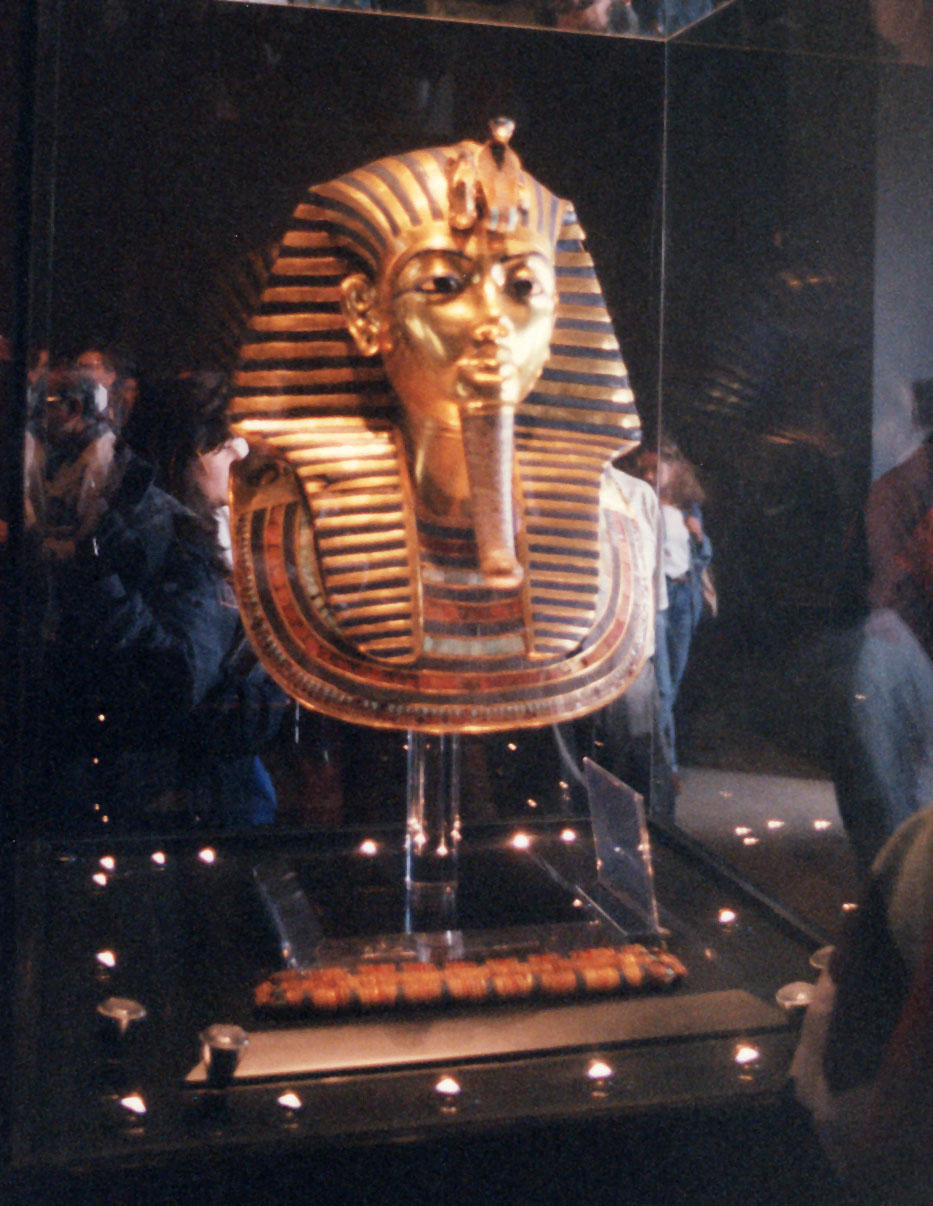
La maschera d'oro di Tutankhamon

La maledizione di Tutankhamon è il leggendario castigo che avrebbe colpito tutti i partecipanti alla spedizione archeologica che scoprì la tomba del faraone egizio (1922), i quali sarebbero tutti morti per aver violato la sepoltura del sovrano. La credenza è smentita già solo dalla tempistica dei decessi, che avvennero quasi tutti a distanza di molti anni dalla scoperta.  

## Storia
La tomba venne rinvenuta nella Valle dei Re (e catalogata con il codice KV62) nel 1922, grazie a una spedizione archeologica finanziata da un ricco nobile inglese, Lord Carnarvon.
All'epoca si credeva che chiunque toccasse la tomba di Tutankhamon sarebbe stato colpito da una maledizione; si pensava infatti che chiunque la toccasse sarebbe morto da lì a poco, questo perché vi furono parecchie morti di persone che avevano lavorato agli scavi nel giro di qualche anno dalla scoperta di essa. La maledizione di Tutankhamon è in realtà da considerarsi una trovata pubblicitaria dell'epoca, anche in funzione delle poche notizie che trapelavano sia per la lentezza delle operazioni di "svuotamento" della tomba (l'autopsia del faraone risale al 1925, tre anni dopo la scoperta), sia per l'esclusiva mondiale data al Times di Londra dallo stesso Lord Carnarvon, che tagliò fuori tutti gli altri quotidiani dell'epoca da ogni informazione, innescando così una violenta campagna denigratoria nei confronti della scoperta.
L'unica morte che potrebbe essere fatta coincidere con la scoperta della tomba è proprio quella di Lord Carnarvon ; essa avvenne tuttavia per cause naturali: nel febbraio 1923, infatti, tre mesi dopo la scoperta, il nobile inglese fu punto da un insetto. Nel clima egiziano, umido e caldo, e su un fisico già indebolito come il suo (a causa di un incidente stradale nel 1901), ogni piccola infezione poteva risultare fatale; qualche giorno dopo, radendosi la barba, inavvertitamente riaprì la ferita. L'infezione, nonostante l'immediato trattamento con tintura di iodio, non si fece attendere. Dopo pochissimo tempo il Conte di Carnarvon venne costretto a letto da una fortissima febbre che presto si trasformò in polmonite. Morì dopo una lunga agonia il 5 aprile del 1923, al Cairo.
Tutte le altre morti dei partecipanti alla scoperta avvennero poi a diversi anni di distanza da quest'ultima, come indicato nella seguente tabella.
| Nome e cognome         | Incarico nella spedizione     | Nato nel | Morto nel | Età | Anni dopo il 1922 |
| ---------------------- | ----------------------------- | -------- | --------- | --- | ----------------- |
| Lord Carnarvon         | finanziatore del ritrovamento | 1866     | 1923      | 57  | 1                 |
| Howard Carter          | capo della spedizione         | 1874     | 1939      | 65  | 17                |
| Arthur Cruttenden Mace | collaboratore                 | 1874     | 1928      | 54  | 6                 |
| Alfred Lucas           | chimico                       | 1867     | 1945      | 78  | 23                |
| Harry Burton           | fotografo                     | 1879     | 1940      | 61  | 18                |
| Arthur R. Callender    | ingegnere e disegnatore       | 1875     | 1936      | 61  | 14                |
| Percy Newberry         | egittologo                    | 1869     | 1949      | 80  | 27                |
| Alan H. Gardiner       | egittologo filologo           | 1879     | 1963      | 84  | 41                |
| James H. Breasted      | egittologo storico            | 1865     | 1935      | 70  | 13                |
| Walter Hauser          | architetto                    | 1893     | 1959      | 66  | 37                |
| Lindsley Foote Hall    | architetto                    | 1883     | 1969      | 86  | 47                |
| Richard Adamson        | poliziotto                    | 1901     | 1982      | 81  | 60                |

La stessa Lady Evelyn , figlia di Carnarvon, che partecipò attivamente alle fasi iniziali della scoperta della tomba, nata nel 1901, morì nel 1980, mentre il medico D.E. Derry, che eseguì la prima autopsia sul corpo di Tutankhamon, morì nel 1969, all'età di 87 anni.
Delle 26 persone presenti all'apertura della tomba, solo sei morirono nell'arco dei dieci anni successivi; delle 22 presenti all'apertura del sarcofago solo due morirono nei successivi dieci anni mentre delle 10 persone presenti allo sbendaggio della mummia, nessuna morirà sempre nei dieci anni successivi a questa operazione.